# Chính sách thị thực của Bangladesh

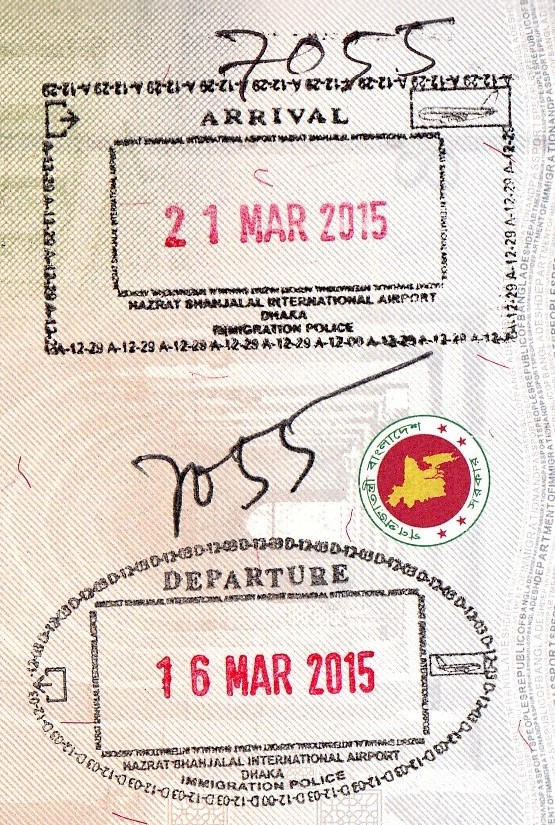
Dấu nhập và xuất cảnh Bangladesh

Du khách đến Bangladesh phải xin thị thực từ một trong những phái vụ ngoại giao Bangladesh trên thế giới hoặc ở cửa khẩu Bangladesh. Có thể gia hạn với phí tuỳ theo quốc gia ở Cục Nhập cư và Hộ chiếu Bangladesh. Hầu hết người nước ngoài cần có thị thực để đến Bangladesh.

## Bản đồ chính sách thị thực

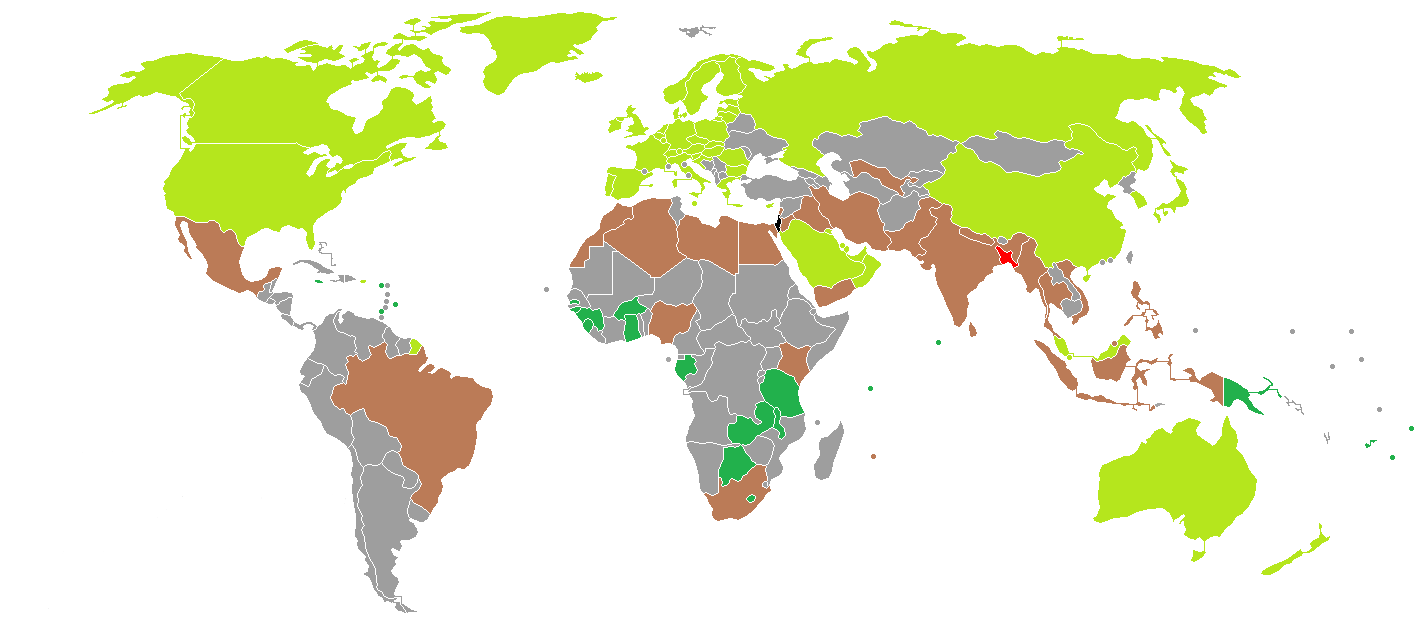
Bangladesh
Miễn thị thực
Chỉ định đặc biệt "thị thực tại cửa khẩu" được áp dụng
Chỉ định đặc biệt "thị thực tại cửa khẩu" không được áp dụng
Thị thực tại cửa khẩu (có điều kiện)
Từ chối nhập cảnh

## Miễn thị thực
Theo thông tin được cung cấp bởi IATA, công dân của 23 quốc gia sau được miễn thị thực:
| - Barbados - Bhutan - Botswana - Burkina Faso - Fiji - Gabon - Gambia - Ghana | - Grenada - Guinea - Guinea-Bissau - Jamaica - Lesotho - Malawi - Maldives - Papua New Guinea | - Saint Kitts và Nevis - Samoa - Seychelles - Sierra Leone - Tanzania - Tonga - Zambia |

Theo Lãnh sứ quán Bangladesh ở New York, công dân của  Ireland cũng không cần thị thực.

## Thị thực tại cửa khẩu
Theo thông tin được cung cấp bởi IATA, công dân của các quốc gia sau có thể xin thị thực tại cửa khẩu với mục đích công vụ, công tác, đầu tư và du lịch:
| - EU / EFTA - Úc - Bahrain - Canada - Trung Quốc - Nhật Bản | - Kuwait - Malaysia - New Zealand - Oman - Qatar - Nga | - Ả Rập Saudi - Singapore - Hàn Quốc - Hoa Kỳ - Các Tiểu vương quốc Ả Rập Thống nhất |

Theo thông tin được cung cấp bởi IATA, công dân của tất cả các nước khác đến Bangladeshi từ các quốc gia này có thể xin thị thực tại cửa khẩu thời hạn tối đa 30 ngày trừ 24 quốc gia sau (trừ khi họ định cư ở một quốc gia không có đại diện của Bangladesh):
| - Brasil - Brunei - Ai Cập - Hồng Kông - India - Indonesia - Iran - Iraq | - Jordan - Kenya - Libya - Mauritius - México - Maroc - Myanmar - Nepal | - Pakistan - Philippines - Nam Phi - Sri Lanka - Thái Lan - Thổ Nhĩ Kỳ - Uzbekistan - Việt Nam |

## Hộ chiếu không phổ thông
Ngoài gia, chỉ những người sở hữu hộ chiếu ngoại giao hoặc công vụ của các quốc gia sau không cần thị thực trong 30 ngày (trừ khi có chú thích):
| - Belarus - Trung Quốc - Estonia (chỉ hộ chiếu ngoại giao) - Ấn Độ (45 ngày, chỉ hộ chiếu ngoại giao) - Indonesia - Nhật Bản (90 ngày, chỉ hộ chiếu ngoại giao) - Malaysia - Myanmar - Triều Tiên | - Philippines - Nga - Hàn Quốc - Sri Lanka - Swaziland - Thổ Nhĩ Kỳ (chỉ hộ chiếu ngoại giao) - Ukraine - Các Tiểu vương quốc Ả Rập Thống nhất. - Việt Nam |